# سیوارد (مینیاپولیس)
سیوارد (به انگلیسی: Seward) یک منطقهٔ مسکونی در ایالات متحده آمریکا است که در مینیاپولیس واقع شده‌است. سیوارد ۷٬۳۰۸ نفر جمعیت دارد.